# Betaburmesebuthus bellus
Betaburmesebuthus bellus – wymarły gatunek skorpiona z rodziny Palaeoburmesebuthidae.
Gatunek ten opisany został w 2016 roku przez Wilsona R. Lourenço na podstawie pojedynczego, młodocianego osobnika, prawdopodobnie samca, zachowanego w bursztynie. Okaz pochodzi z dolnej kredy i znaleziony został w Birmie, w stanie Kaczin.
Holotypowy skorpion ma długość 11,8 mm i barwę żółtą z rudożółtym telsonem. Karapaks umiarkowanie wklęśnięty pośrodku krawędzi przedniej, o powierzchni lekko do umiarkowanie granulowanej, zaopatrzony w parę średniej wielkości oczu środkowych i trzy pary oczu bocznych. Sternum prawie pięciokątne. Przedodwłok ma sternity z okrągłymi lub szparkowatymi przetchlinkami, a tergity z 3 żeberkami: środkowym i słabo widocznymi bocznymi. Grzebienie z 18 i 17 ząbkami. Pierwsze dwa segmenty zaodwłoka z 10, kolejne dwa z 8, a piąty z 5 żeberkami. Nogogłaszczki o palcach szczypiec z seriami granulek i niewyraźnymi dodatkowymi granulkami kolcowatymi. Dłonie szczypiec z 4 lub 5 tichobotriami grzbietowo-zewnętrznymi i 2 brzusznymi. Odnóża trzeciej i czwartej pary mają ostrogi na goleniach.